# Surturs Lohe
Surturs Lohe ist eine deutsche Pagan-Metal-Band aus Thüringen.

## Geschichte
Die Band wurde 1996 von Ragnfalt und Tristan gegründet. Im Laufe der Jahre wechselte die Besetzung immer wieder. Von der Stammbesetzung ist lediglich Ragnfalt übrig geblieben. Die Musik Surturs Lohes enthält Bestandteile von Folklore und Klassik. Einige der heute noch aktiven Bandmitglieder waren früher in der noch älteren Pagan-Metal-Band Tumulus aktiv. Surturs Lohe veröffentlichten bisher das Demo Urda (1999),  die beiden Alben Wo einst Elfen tanzten (2000) und Vor Walvaters Thron (2004), sowie zwei Split-EPs.
Live war Surturs Lohe äußerst selten zu sehen, gegen 2004 begannen jedoch die Auftritte zuzunehmen. Zwischen 2004 und 2010 entstand aus Surturs Lohe die Band Helritt, da Ragnfalt wenig Lust hatte live zu spielen. Daher trennte er sich vom Rest der Gruppe, die dann mit Helritt eigene musikalische Wege beschritten. Das Material zu ihrem Debütalbum Trotzend dem Niedergang (Det Germanske Folket/Twilight Vertrieb) stammte von einem geplanten Surturs-Lohe-Album, das Ragnfalt für die neue Band freigab.
2007 wurde Surturs Lohe in alter Besetzung mit Ragnfalt, Reki und Nidhöggr wieder reformiert. 2009 kam Gitarrist Heidenherz von Fimbulvet und etwas später Wolfhetan von der gleichnamigen Band als Bassist hinzu, sowie die Sängerin Alraun. 2011 erschien das Album  Nornenwerk über Einheit Produktionen. Nach dem Album kam Ralph von Menhir und Odroerir in die Band. Mit ihm zusammen erschien 2016 das Album Seelenheim.
Im November 2017 verließ Sänger Reki nach 16 Jahren die Band, um sich neuen Projekten widmen zu können. Stephan Gauger übernahm von da an die Hauptstimme im Klar- und Guturalgesang. Im August 2019 reinterpretierten sie Ulvers Ind I Fjeldkamrene akustisch neu. Das fünfte Studioalbum Wielandstahl erschien am 13. August 2021 und beschäftigt sich wie der Name anlauten lässt konzeptionell mit der Sage um den Heldenschmied Wieland. Vorab wurden 2 Videos gedreht und veröffentlicht, neben dem Titellied noch das Stück Kelche aus Gold.

## Stil
Benannt ist die Band nach dem Feuerriesen Surtur, der im Ragnarök eine entscheidende Rolle spielt. Musikalische Einflüsse sind frühe Folk-, Pagan- und Viking-Metal-Bands wie Bathory, In the Woods…, Storm, Isengard und Ulver, norwegische Black-Metal-Bands wie Burzum, Strid, Darkthrone, alte Weggefährten wie Tumulus und Menhir sowie klassische Musik von Edvard Grieg, Johann Sebastian Bach, Modest Petrowitsch Mussorgski und Richard Wagner.
Im Bandlogo vereinen sich Irminsul und Yr-Rune. Textlich orientiert sich die Band am heidnisch-germanischen Themenfeld sowie der Naturromantik. Auf dem aktuellen Album Seelenheim finden sich außerdem Vertonungen der Werke von Walther von der Vogelweide (Under der linden, übersetzt ins Neuhochdeutsche) und von Friedrich Rückert (Dichtung Barbarossa, hier betitelt als Der Kaiser im Berg).

## Kontroverse
Anfang und Mitte der 2000er Jahre erschienen  mehrere Veröffentlichungen über das NSBM-Label Christhunt Productions. Außerdem hatte die Gruppe mit der NSBM-Band Nachtfalke sowie der Grauzonen-Band Odal je eine Split. Im Zuge dessen kam es in dieser Zeit zu Boykott-Aufrufen der Antifa. Nach Darstellung der Band kam die Gruppe als dritte Band nach Belmez und Bluttaufe zu Christhunt Productions, als die Entwicklung zu einem rechtsextremen Label noch nicht absehbar war. Als das Treiben des Labels immer offensichtlicher gegen rechts tendierte, versuchte man, aus dem damaligen Vertrag auszusteigen. Trotz der damaligen fast neunjährigen Wartezeit musste auch das Comeback-Album  Nornenwerk über das Label erscheinen.  Mit dem Wechsel zu Einheit Produktionen verschwanden diese Vorwürfe. Surturs Lohe distanzierten sich öffentlich von der NSBM-Szene, sowie von „religiösen, links gerichteten [und] rechts gerichteten Weltanschauungsmodellen“ und erklären heute:

„In den letzten Jahren gab es aus dieser Richtung (Anmerkung: gemeint ist die Antifa) überhaupt keine Meldungen mehr, was Surturs Lohe betrifft. Darüber sind wir sehr froh, da wir wirklich nur unsere Musik machen wollen. Ich hoffe, dass mittlerweile wahrgenommen wird, von wem auch immer, dass wir keine politischen Botschaften unterbreiten. Für uns steht die Musik über allem. Das verbindet uns mit unseren Zuhörern, egal welche Religion oder Hautfarbe sie haben.“

## Diskografie
- 1999: Urda (Demo, MC, Eigenvertrieb)
- 2000: Brennende Stürme/Transilvanian Hunger mit Nachtfalke (Split-Single, 7”-Vinyl, Christhunt Productions)
- 2001: Wo einst Elfen tanzten (Album, CD, Christhunt Productions)
- 2002: Vor Wallvaters Thron (Album, CD, Christhunt Productions)
- 2004: Enter the Fields of Clear Blue Sky/...und auf Erden tobt die Schlacht mit Odal (Split-Single, 7”-Vinyl, Christhunt Productions)
- 2011: Nornenwerk (Album, CD, Christhunt Productions)
- 2016: Seelenheim (Album, CD/2xCD, Einheit Produktionen)
- 2021: Wioland (EP, 7”-Vinyl, Einheit Produktionen) Limitiert auf 300 Exemplare.
- 2021: Wielandstahl (Album, CD/2xLP, Einheit Produktionen)

## Musikvideos
- 2021: Wielandstahl
- 2021: Kelche aus Gold